# 1963 في المكسيك
فيما يلي قوائم الأحداث التي وقعت خلال عام 1963 في المكسيك.

## رياضة
- 1 يناير – جائزة المكسيك الكبرى 1963 الفائز جيم كلارك.

## مواليد

### مارس
- 14 مارس – ريكاردو بيلاييز لاعب كرة قدم مكسيكي.

### أبريل
- 28 أبريل – روبيرتو ماتيوس
- 29 أبريل – راؤول سيرفين لاعب كرة قدم مكسيكي.

### مايو
- 2 مايو – ماريا أسونسيون أرومبروزبالا سيدة أعمال مكسيكية.
- 17 مايو – خورخي لوزانو لاعب كرة مضرب مكسيكي.

### يونيو
- 13 يونيو – ألاسكا

### أغسطس
- 1 أغسطس – ديميان بيشير ممثل مكسيكي.
- 15 أغسطس – أليخاندرو غونزاليز إيناريتو مخرج أفلام مكسيكي.
- 23 أغسطس – لورا فلوريس

### سبتمبر
- 7 سبتمبر – ريجينا مارتينيز صحفية مكسيكية.
- 10 سبتمبر – مونيكا فراسوني سياسية إيطالية.
- 17 سبتمبر – نيكولاس نافارو لاعب كرة قدم مكسيكي.

### أكتوبر
- 22 أكتوبر – تيودورو أوروزكو لاعب كرة قدم مكسيكي.

### نوفمبر
- 23 نوفمبر – إريكا بنفيل ممثلة مكسيكية.
- 28 نوفمبر – خوان خوسيه إسترادا ملاكم مكسيكي.

### ديسمبر
- 23 ديسمبر – خايمي أوردياليس لاعب كرة قدم مكسيكي.

## وفيات

### يونيو
- 18 يونيو – بيدرو أرمنداريز (مواليد 1912) ممثل مكسيكي.

### يوليو
- 17 يوليو – ديونيسيو ميخيا (مواليد 1907) لاعب كرة قدم مكسيكي.

### نوفمبر
- 4 نوفمبر – باسكوال أورتيز روبيو (مواليد 1877) سياسي مكسيكي.

### ديسمبر
- 31 ديسمبر – بيبي أريزميندي (مواليد 1914) ملاكم مكسيكي.